# Sitio de Mileto
El asedio de la ciudad de Mileto, en Jonia, Caria - actualmente en la provincia de Anatolia, en la moderna Turquía -, fue el primer enfrentamiento naval de Alejandro Magno contra el Imperio Aqueménida. Este sitio de menor importancia fue dirigido por Nicanor, hijo de Parmenión, en el año 334 a. C..